# FBXL20
FBXL20 (англ. F-box and leucine rich repeat protein 20) – білок, який кодується однойменним геном, розташованим у людей на 17-й хромосомі. Довжина поліпептидного ланцюга білка становить 436 амінокислот, а молекулярна маса — 48 423.
| 10         |  | 20         |  | 30         |  | 40         |  | 50         |
| ---------- |  | ---------- |  | ---------- |  | ---------- |  | ---------- |
| MRRDVNGVTK |  | SRFEMFSNSD |  | EAVINKKLPK |  | ELLLRIFSFL |  | DVVTLCRCAQ |
| VSRAWNVLAL |  | DGSNWQRIDL |  | FDFQRDIEGR |  | VVENISKRCG |  | GFLRKLSLRG |
| CLGVGDNALR |  | TFAQNCRNIE |  | VLNLNGCTKT |  | TDATCTSLSK |  | FCSKLRHLDL |
| ASCTSITNMS |  | LKALSEGCPL |  | LEQLNISWCD |  | QVTKDGIQAL |  | VRGCGGLKAL |
| FLKGCTQLED |  | EALKYIGAHC |  | PELVTLNLQT |  | CLQITDEGLI |  | TICRGCHKLQ |
| SLCASGCSNI |  | TDAILNALGQ |  | NCPRLRILEV |  | ARCSQLTDVG |  | FTTLARNCHE |
| LEKMDLEECV |  | QITDSTLIQL |  | SIHCPRLQVL |  | SLSHCELITD |  | DGIRHLGNGA |
| CAHDQLEVIE |  | LDNCPLITDA |  | SLEHLKSCHS |  | LERIELYDCQ |  | QITRAGIKRL |
| RTHLPNIKVH |  | AYFAPVTPPP |  | SVGGSRQRFC |  | RCCIIL     |  |            |

A: Аланін

C: Цистеїн

D: Аспарагінова кислота

E: Глутамінова кислота

F: Фенілаланін

G: Гліцин

H: Гістидин

I: Ізолейцин

K: Лізин

L: Лейцин

M: Метіонін

N: Аспарагін

P: Пролін

Q: Глутамін

R: Аргінін

S: Серин

T: Треонін

V: Валін

W: Триптофан

Кодований геном білок за функцією належить до фосфопротеїнів. 
Задіяний у таких біологічних процесах, як убіквітинування білків, альтернативний сплайсинг. 
Локалізований у цитоплазмі.